# 1135

## مواليد
- شرف الدين الطوسي
- 30 مارس - موسى بن ميمون القرطبي طبيب وفيلسوف أندلسي يهودي. (توفي 1204 م)
- * أبو الفرج البغدادي - عالِم وفقيه عراقي.

## وفيات
- أبو المنصور الفضل المسترشد بالله
- أديلارد أوف باث
- سعدون بن محمد بن غرير آل حميد
- هنري الأول ملك إنجلترا
- الأديب أبو الحسن
- محمد بن أحمد الديباجي